# مسجد تكييا (باكو)
مسجد تكييا- (باللغة الأذرية:Təkiyə) - هو مسجد في المدينة القديمة (باكو)، ومن الآثار المعمارية في المدينة.

## تاريخ وعمارة المسجد
أُنشأ مسجد تكييا في القرن الـ 13، وكان ملاذًا للدراويش. أُجريت الحفريات الأثرية حول المسجد في عام 1967. وتم ترميم المسجد في السبعينات من القرن الماضي.
يقع المسجد أمام برج العذراء في باكو.

## معرض الصور

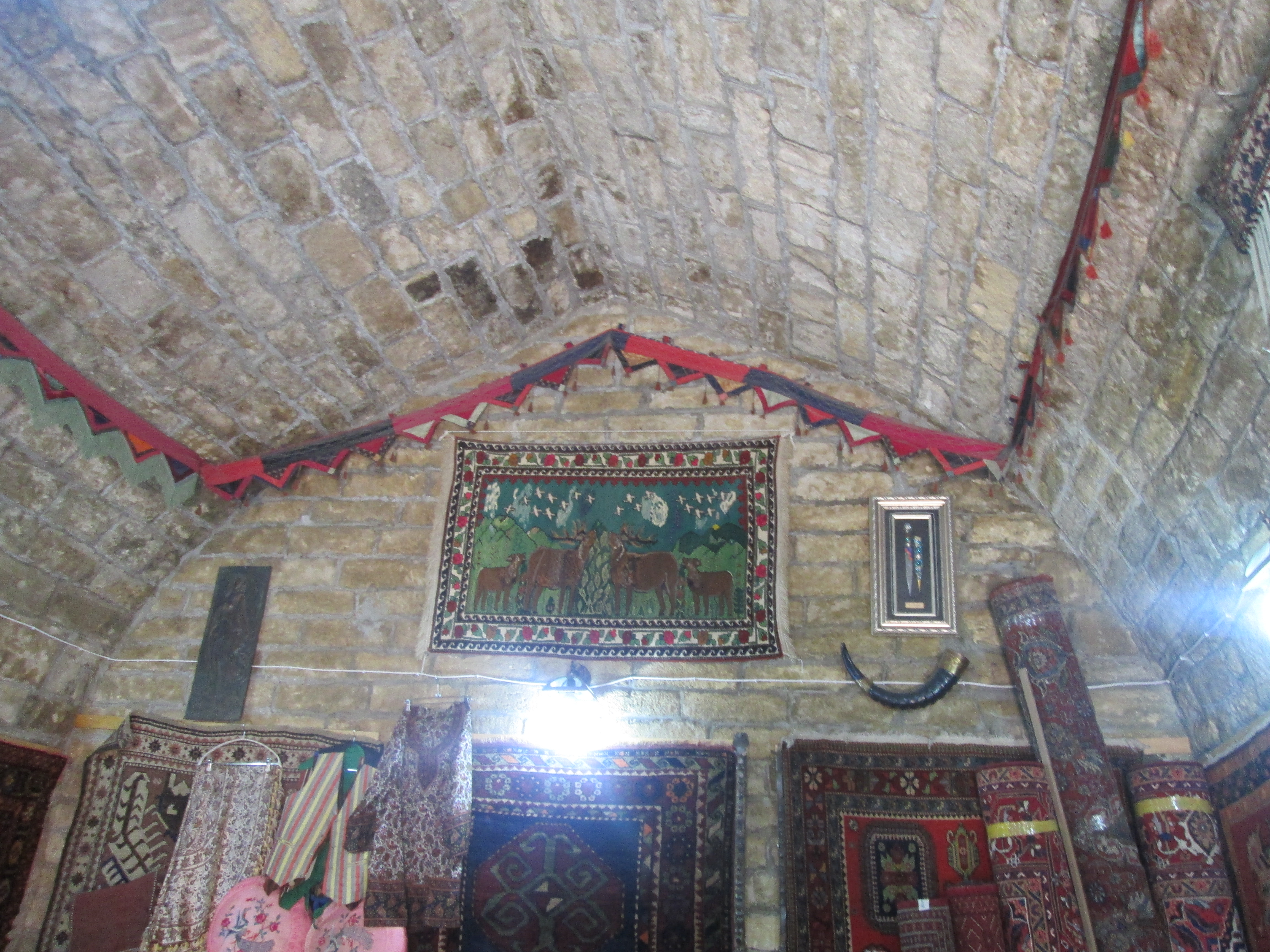
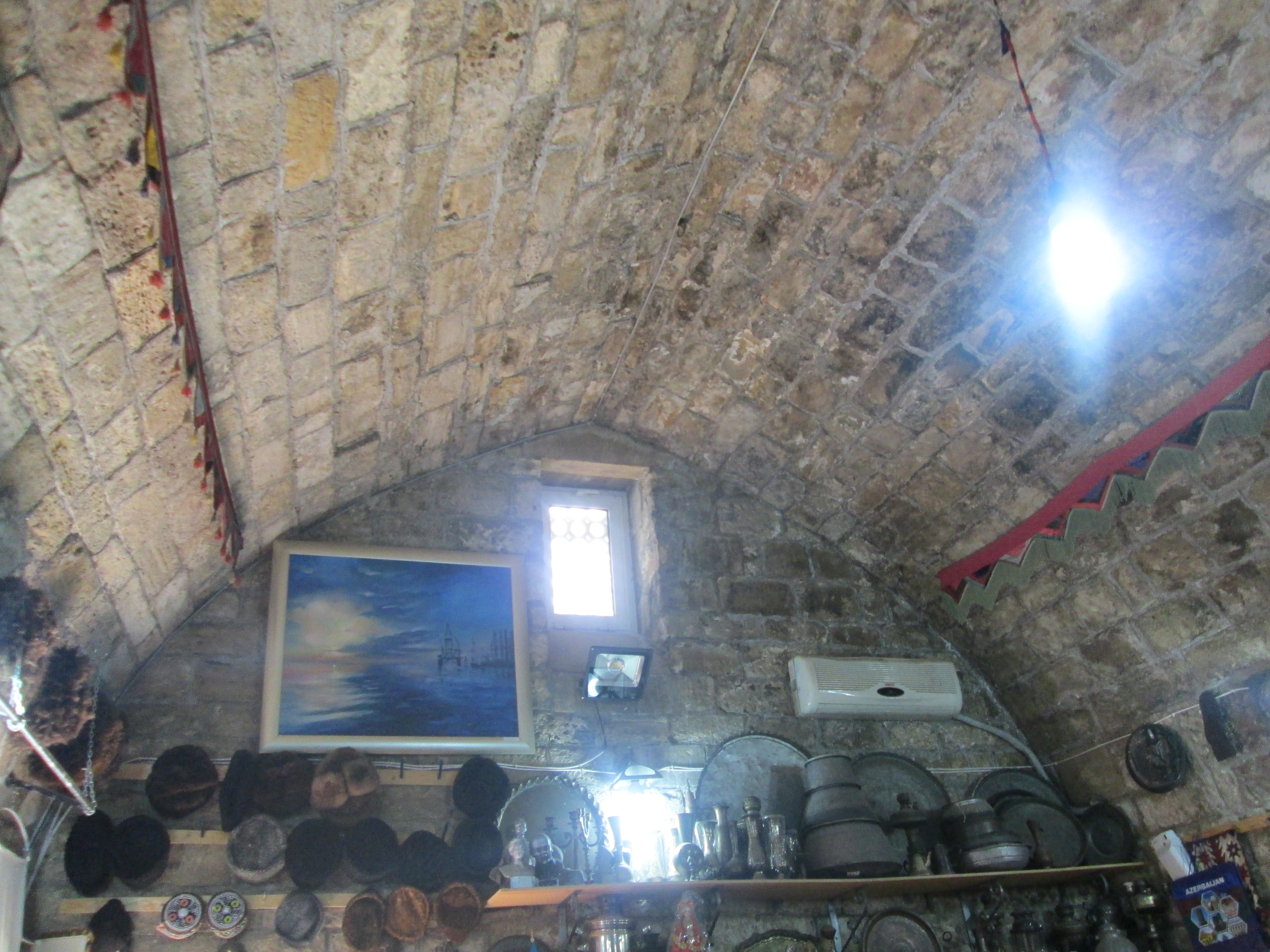
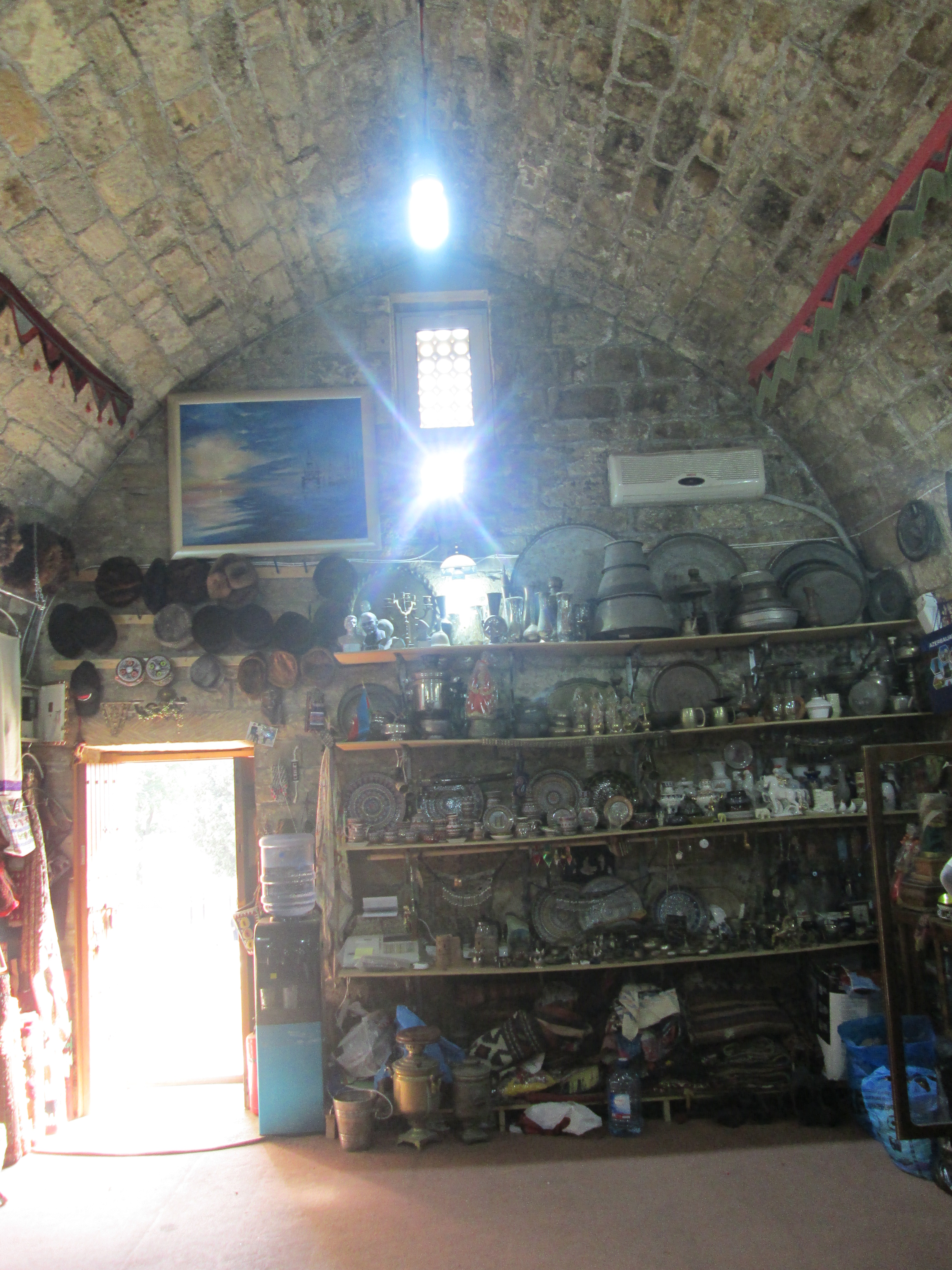